# 良村站
良村站是位于河北省石家庄市藁城区岗上镇良村的一个铁路车站，建于1940年，有石德铁路经过该站，现仅办理货运，不办理客运业务，车站及其上下行区间均已电气化。车站距离石家庄站23公里，隶属中国铁路北京局集团衡水车务段，是三等站。